# Heinz-Peter Schlüter
Heinz-Peter Schlüter (* 16. Oktober 1949 in Rübehorst, Landkreis Ruppin; † 29. November 2015) war ein deutscher Unternehmer. Er war Aufsichtsratsvorsitzender und Alleininhaber der Trimet Aluminium SE.

## Leben
Heinz-Peter Schlüter machte seine Ausbildung zum Groß- und Außenhandelskaufmann bei W&O Bergmann. Dort war er ab 1971 Metallhändler. Nach Stationen in Hamburg, London und Paris wurde er 1979 der Gesamtverantwortliche für den Handelsbereich und qualifizierte sich 1982 für die Geschäftsführungsebene. Nach dem Verkauf der Bergmann-Gruppe an die Preussag wurde er abgefunden und verließ das Unternehmen.
Schlüter gründete 1985 die Trimet Aluminium SE, deren Alleingesellschafter er war. Er wählte die Handelsware Aluminium für den Geschäftsbetrieb; für das teurere Kupfer erschien damals die knappe Liquiditätsausstattung des Unternehmens als nicht ausreichend. Schlüter setzte schon früh auf das Zwei-Wege-Geschäft, bei dem er im Gegenzug zum Metallverkauf den in der Produktion seiner Kunden anfallenden Metallschrott zurücknahm. Dieses Geschäftsmodell erwies sich als besonders vorteilhaft und werbewirksam, als sich vor allem die Autohersteller um den Nachweis einer nachhaltigen Produktionsweise in den 1990er Jahren durch Öko-Audits bemühten.
Schlüter erweiterte von 1993 bis 2001 sein Unternehmen durch Übernahme insolventer oder auch stillgelegter Metallverarbeitungsfirmen in Nordrhein-Westfalen, Sachsen-Anhalt und Thüringen und investierte über 300 Millionen Euro. Mit der Übernahme eines Hamburger Aluminiumwerkes wurde Schlüter 2006 zu einem der führenden Aluminiumproduzenten Deutschlands. Das betraf über 1900 Arbeitsplätze.
Schlüter saß bis 2015 im Aufsichtsrat des Fußballvereins Fortuna Düsseldorf.
Er starb am 29. November 2015, war verheiratet und hatte drei Kinder.

## Ehrungen
Schlüter war seit 2014 Träger der Georg Agricola-Denkmünze, der höchsten Auszeichnung der Gesellschaft der Metallurgen und Bergleute e.V. (GDMB).